# ويليام ويليام
ويليام ويليام (بالإنجليزية: William Hale)‏ هو سياسي أمريكي، ولد في 6 أغسطس 1765 في بورتسموث في الولايات المتحدة، وتوفي في 8 نوفمبر 1848 في دوفر في الولايات المتحدة. حزبياً، نشط في الحزب الفيدرالي الأمريكي. وقد انتخب عضو مجلس ولاية نيوهامبشير وانتخب عضو مجلس النواب الأمريكي.